# Vaterpolo na Mediteranskim igrama 1987.
Vaterpolski turnir na MI 1987. održavao se u Latakiji u Siriji.

## Konačni poredak
| Mj. | Država     |
| --- | ---------- |
| 1.  | Španjolska |
| 2.  | Italija    |
| 3.  | Turska     |
| 4.  | Grčka      |
| 5.  | Sirija     |

| Pobjednici             |
| ---------------------- |
| Italija Četvrti naslov |